# Parch czereśni

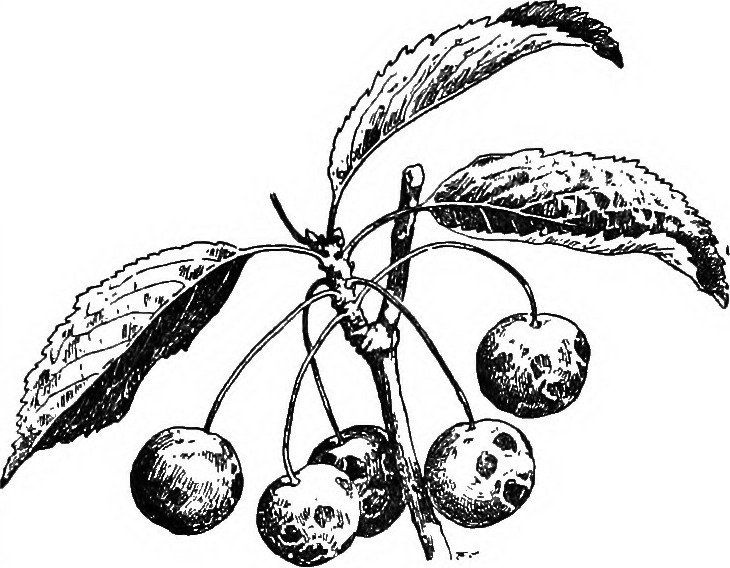
Objawy na liściach i owocach

Parch czereśni (ang. scab of cherry) – grzybowa choroba czereśni wywoływana przez grzyba Venturia cerasi.

## Objawy i szkodliwość
Jest to choroba z grupy parchów atakująca czereśnie i wiśnie. Występuje w Europie, Brazylii, Kanadzie i na Nowej Zelandii. Porażone nią owoce tracą wartość handlową, jednak w Polsce choroba występuje w niewielkim nasileniu i nie powoduje większych szkód.
Objawy choroby występują głównie na owocach zwanych wiśniami lub czereśniami. Są to drobne i wgłębione plamki o średnicy około 2 mm, pokryte aksamitnym, ciemnooliwkowym nalotem złożonym z konidioforów i zarodników grzyba. Plamki powstają po 6-8 tygodniach od opadnięcia płatków. Miąższ pod plamami zwykle jest przebarwiony, a owoce silnie porażone opadają.
Porażeniu mogą ulec także liście, ale w Polsce dzieje się to rzadko i nie stanowi zagrożenia dla drzew. Powstają na nich sadzowate lub oliwkowate plamy wzdłuż nerwu środkowego i ogonka liściowego. Poważna infekcja liści może powodować opadnięcie liści, zdarza się to jednak rzadko. Na pędach mogą pojawić się niewielkie brązowe zmiany z lekko uniesionymi brzegami. Obrzeża tych zmian stają się oliwkowate w miejscach, w których patogen zarodnikuje.

## Warunki rozwoju
Cykl rozwojowy Venturia cerasi nie został dokładnie zbadany. Wiadomo, że zimuje grzybnia i konidia w szczytowej części porażonych pędów. Wczesną wiosną wytwarzane w niej konidia dokonują infekcji pierwotnych. Na opadłych liściach tworzy się teleomorfa, spotykana jednak jest bardzo rzadko i nie odgrywa większej roli w rozprzestrzenianiu choroby.

## Ochrona
Nie ma specjalnego programu zwalczania tej choroby. Zapobieganie jej mieści się w programach ochrony czereśni i wiśni przed innymi, częściej spotykanymi chorobami. Jeżeli jednak nie zwalcza się chemicznie innych chorób, a w poprzednim sezonie liczne były przypadki parcha czereśni, wówczas należy po kwitnieniu drzew wykonać 2–3 opryskiwania fungicydami miedziowymi, ditiokarbaminianowymi, ftalimidowymi lub benzymidazolowymi.